# Gradino di potenziale
In meccanica quantistica il gradino di potenziale (o salto di potenziale) è un potenziale proporzionale al gradino di Heaviside:
{\displaystyle V(x)=V_{0}\Theta (x)={\begin{cases}0&x<0\\V_{0}&x>0\end{cases}}}

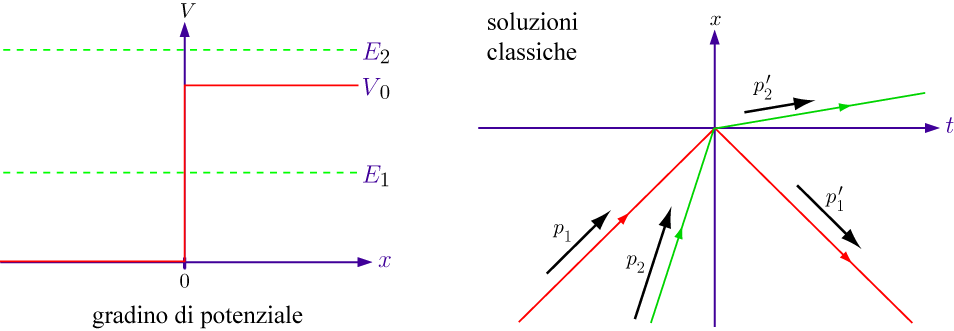
Gradino di potenziale e soluzioni classiche.

Questo tipo di studio quantistico è tipico di un fascio di particelle quantistiche che viaggiano nella direzione positiva dell'asse x: per {\displaystyle x<0} le particelle sono libere, per {\displaystyle x>0} sono sottoposte ad un potenziale costante {\displaystyle V_{0}}. Nella meccanica classica le particelle che arrivano alla barriera di potenziale con {\displaystyle E>V_{0}} superano il gradino di potenziale e proseguono con energia minore e quindi con velocità minore; per {\displaystyle E<V_{0}} le particelle classiche rimbalzano e riprendono il moto nella direzione opposta. Vedremo che in meccanica quantistica per {\displaystyle E<V_{0}} si ha una probabilità non nulla che le particelle si trovino oltre la barriera, mentre, per {\displaystyle E>V_{0}} ci possono essere particelle che rimbalzano sulla barriera.
L'equazione di Schrödinger è in generale:
{\displaystyle -{\frac {\hbar ^{2}}{2m}}{\frac {d^{2}}{dx^{2}}}\psi (x)+V(x)\,\psi (x)=E\,\psi (x)}
poiché il potenziale divide la regione in due zone (vedi figura): la prima per {\displaystyle x<0}, la seconda {\displaystyle x>0}, il problema va trattato in ognuna delle due zone separatamente e le soluzioni vanno poi raccordate in corrispondenza del punto di separazione {\displaystyle x=0}.
{\displaystyle {\begin{cases}-{\frac {\hbar ^{2}}{2m}}{\frac {d^{2}}{dx^{2}}}\psi (x)=E\,\psi (x)&x<0\\-{\frac {\hbar ^{2}}{2m}}{\frac {d^{2}}{dx^{2}}}\psi (x)+V_{0}\,\psi (x)=E\,\psi (x)&x>0\end{cases}}}
Dobbiamo cercare soluzioni che siano appartenenti a {\displaystyle {\mathcal {L}}^{2}(\mathbb {R} )} e imporre inoltre che siano continue con derivata prima continua nel punto di discontinuità {\displaystyle x=0}.  Bisogna subito chiarire che non esistono soluzioni per {\displaystyle E<0}, mentre si possono presentare i due casi: {\displaystyle E>V_{0}} ed {\displaystyle E<V_{0}}.
- Consideriamo il caso {\displaystyle E>V_{0}}. Riscriviamo le equazioni:

{\displaystyle {\begin{cases}{\frac {d^{2}}{dx^{2}}}\psi (x)+k^{2}\psi (x)=0&x<0\\{\frac {d^{2}}{dx^{2}}}\psi (x)+q^{2}\psi (x)=0&x>0\end{cases}}}
dove {\displaystyle k^{2}={\frac {2mE}{\hbar ^{2}}}} e {\displaystyle q^{2}={\frac {2m(E-V_{0})}{\hbar ^{2}}}}. Queste equazioni hanno soluzione generale in termini di esponenziale complesso date da:
{\displaystyle {\begin{cases}\psi (x)=Ae^{ikx}+Be^{-ikx}&x<0\\\psi (x)=Ce^{iqx}+De^{-iqx}&x>0\end{cases}}}
con A, B, C, D coefficienti reali arbitrari da determinarsi imponendo le condizioni al contorno. Nel caso {\displaystyle x>0}, si deve porre {\displaystyle D=0} poiché fisicamente non vi può essere onda di ritorno. Queste funzioni d'onda corrispondono al moto di un fascio di particelle incidenti. Ricordiamo che la densità di corrente di probabilità, associata a una funzione d'onda {\displaystyle \psi } è definita come:
{\displaystyle J=-{\frac {i\hbar }{2m}}\left(\psi ^{\ast }{\frac {d}{dx}}\psi -\psi {\frac {d}{dx}}\psi ^{\ast }\right){\text{.}}}
Dunque, indicando con {\displaystyle J_{i}} il flusso di particelle incidenti, che si muovono lungo l'asse x con velocità {\displaystyle v=\hbar \,k/m}, l'onda piana incidente, per {\displaystyle x<0}, è quella con l'esponenziale positivo:
{\displaystyle J_{i}=-{\frac {i\hbar }{2m}}\left(A^{*}e^{-ikx}{\frac {d}{dx}}Ae^{ikx}-Ae^{ikx}{\frac {d}{dx}}A^{*}e^{-ikx}\right)={\frac {\hbar k}{m}}|A|^{2}.}
Quindi, si deve porre {\displaystyle A=1}, in modo da considerare il flusso unitario di particelle incidenti. Le nostre soluzioni sono:
{\displaystyle \psi (x)={\begin{cases}e^{ikx}+Be^{-ikx}&x<0\\Ce^{iqx}&x>0\end{cases}}}
Le costanti B e C sono fissati dalla condizione di continuità della funzione d'onda e della sua derivata prima in {\displaystyle x=0};
La
{\displaystyle 1+B=C}
è dovuta al raccordo delle funzioni d'onda in {\displaystyle x=0} e la
{\displaystyle k\,(1-B)=q\,C}
esprime la continuità delle derivate prime della funzione d'onda.
Ricaviamo B e C:
{\displaystyle B={\frac {k-q}{k+q}}}
{\displaystyle C={\frac {2k}{k+q}}}
Classicamente il fascio di particelle incidenti attraverserebbe il gradino di potenziale, subendo un'attenuazione della quantità di moto, invece nel caso quantistico si ha una componente riflessa:
{\displaystyle J_{r}=-{\frac {\hbar k}{m}}\vert B\vert ^{2}=-{\frac {\hbar k}{m}}\left({\frac {k-q}{k+q}}\right)^{2}}
cioè un flusso di particelle riflesse con la stessa velocità, in modulo, del flusso incidente {\displaystyle v=\hbar \,k/m}. Ricordando la definizione del coefficiente di riflessione, R, definito come modulo del rapporto tra {\displaystyle J_{r}} e {\displaystyle J_{i}}, risulta:
{\displaystyle R=|B|^{2}=\left({\frac {k-q}{k+q}}\right)^{2}}
Una parte del flusso incidente viene riflesso, ma una parte viene trasmessa oltre il gradino di potenziale:
{\displaystyle J_{t}={\frac {\hbar q}{m}}|C|^{2}={\frac {\hbar q}{m}}\left({\frac {2k}{k+q}}\right)^{2}}
Ricordando la definizione di coefficiente di trasmissione, T, definito
come modulo del rapporto tra {\displaystyle J_{t}} e {\displaystyle J_{i}}, otteniamo:
{\displaystyle T={\frac {q}{k}}|C|^{2}={\frac {4kq}{(k+q)^{2}}}}
dove vale sempre la relazione {\displaystyle R+T=1}.
- Consideriamo ora il caso {\displaystyle E<V_{0}}, per cui {\displaystyle q^{2}} è un numero

immaginario che riscriviamo nella forma
{\displaystyle q^{2}={\frac {2m(E-V_{0})}{\hbar ^{2}}}=-\lambda ^{2}<0{\text{.}}}
La soluzione dell'equazione di Schrödinger nel caso {\displaystyle x>0} diventa:
{\displaystyle \psi (x)=C\,e^{-\lambda x}}
infatti l'esponenziale positivo non converge all'infinito. Valgono in tal caso tutti i risultati visti sopra con la sostituzione di {\displaystyle q\,\rightarrow \,i\lambda }:
{\displaystyle B={\frac {k-i\lambda }{k+i\lambda }}}
{\displaystyle C={\frac {2k}{k+i\lambda }}}

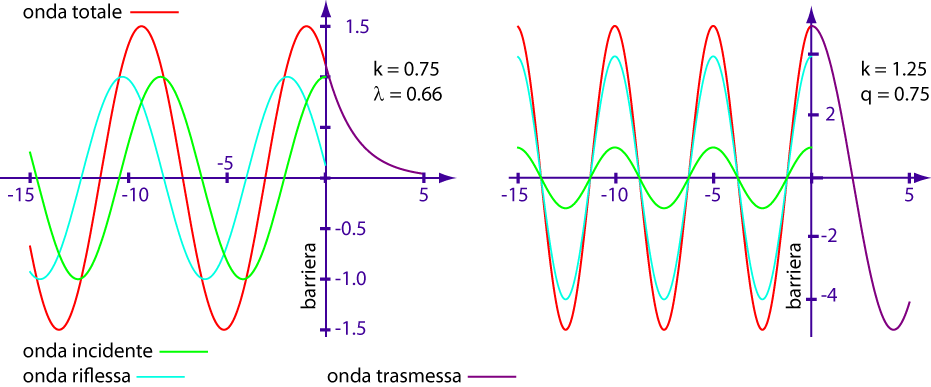
Soluzioni dell'equazione di Schrödinger per un gradino di potenziale.

In particolare, i coefficienti di riflessione e trasmissione diventano:
{\displaystyle R=\left\vert {\frac {J_{r}}{J_{i}}}\right\vert =\left\vert {\frac {k-i\lambda }{k+i\lambda }}\right\vert ^{2}=1}
{\displaystyle T=\left\vert {\frac {J_{t}}{J_{i}}}\right\vert =0,}
essendo {\displaystyle J_{t}=0}.
Si ha come nel caso classico riflessione totale, come c'era da
aspettarsi, poiché l'energia è molto minore del potenziale. Tuttavia, si ha una probabilità non nulla che il fascio di particelle
attraversi la barriera: questo effetto è chiamato effetto tunnel (si veda anche il caso della barriera di potenziale).